# Kamabrou
Kamabrou est une localité rurale de la région d'Agnéby-Tiassa dasn le Sud de la Côte d'Ivoire. la localité de Kamabrou est administrativement rrattachée à la sous-préfecture de Rubino dans le département d'Agboville.